# Turloughmore
Turloughmore es una localidad situada en el condado de Galway de la provincia de Connacht (República de Irlanda), con una población en 2016 de 240 habitantes.
Se encuentra ubicada al oeste del país, cerca de la ciudad de Galway y la bahía de Galway (océano Atlántico).